# Não devolução
A não devolução (também conhecida pelo termo francês non-refoulement) é um princípio fundamental do direito internacional que proíbe um país receptor de um requerente de asilo ou refúgio de deportá-lo ou expulsá-lo (refouler) ao território em que ele estaria em provável perigo de perseguição com base em raça, religião, nacionalidade, pertencimento a determinado grupo social ou opinião política. Diferente do asilo político, que se aplica àqueles que podem provar um fundado temor de perseguição, a não devolução se baseia na repatriação de qualquer pessoa, incluindo refugiados em zonas de guerra ou outros desastres locais. É um princípio do direito internacional consuetudinário, pois se aplica também aos Estados que não são partes da Convenção Relativa ao Estatuto dos Refugiados de 1951 ou do Protocolo de 1967.
Existem discussões sobre se a não devolução deve ser considerada um princípio jus cogens do direito internacional. Caso seja assim descrita, o direito internacional não permitiria desconsiderações desse princípio de qualquer finalidade ou sob quaisquer circunstâncias. O debate sobre esse assunto foi reacendido após os ataques terroristas de 11 de setembro de 2001 nos Estados Unidos, bem como após outros ataques terroristas na Europa.

## História
Um dos primeiros instrumentos jurídicos internacionais sobre o direito do refugiado, a Convenção relativa ao Estatuto Internacional dos Refugiados, de 28 de outubro de 1933, foi ratificada por nove Estados, incluindo a França e (com uma ressalva) o Reino Unido. Foi por conta dessa Convenção que o princípio de não devolução adquiriu o status de norma baseada em tratado internacional.

Durante a Segunda Guerra Mundial, diversos Estados negaram a admissão ou realizaram a devolução forçada de alemães e franceses que fugiam do Holocausto. Em 1939, o transatlântico MS St. Louis partiu da Alemanha com mais de 900 passageiros judeus fugidos da perseguição nazista. O navio partiu para Cuba, onde os imigrantes esperavam encontrar proteção. Contudo, o país admitiu apenas vinte e oito indivíduos. O navio então partiu para a Flórida, com a esperança de encontrar refúgio nos Estados Unidos. No entanto, o governo estadunidense, e em seguida o canadense, se recusaram a permitir que o navio atracasse em seu território, assim como ignorou os pedidos de refúgio de qualquer passageiro. Com as condições do navio se deteriorando e sem nenhum outro lugar aparente para se deslocar, o barco retornou à Europa, onde cerca de trinta por cento dos passageiros foram posteriormente assassinados durante o Holocausto. A Suíça também recusou a entrada de quase 20.000 judeus franceses que buscaram asilo no país após a tomada nazista da França. Os suíços argumentaram que o "barco está cheio" e que não eram obrigados pela lei existente a acolher grupo. Como resultado, os judeus que tentaram buscar asilo foram forçados a retornar para seu país de origem.
Após a Segunda Guerra Mundial, por meio da Operação Keelhaul, milhões de refugiados e prisioneiros da antiga Rússia e da então União Soviética foram devolvidos contra suas vontades, apesar das evidências de que enfrentariam perseguição do governo soviético. A ação é considerada uma violação dos direitos humanos e um crime de guerra por atacar de forma indiscriminada civis fugitivos da Rússia perto do final da Segunda Guerra Mundial.
Na década de 1960, a Comissão Europeia de Direitos Humanos reconheceu a não devolução como norma subsidiária da proibição contra a tortura. Como as regras sobre tortura são um princípio jus cogens, a vinculação tornou a não devolução um preceito absoluto e contestou a legalidade da devolução para fins de segurança do Estado. Por meio  de diversos processos judiciais (como Soering contra Reino Unido ou Chahal contra Reino Unido) e interpretações de vários tratados internacionais na década de 1980, a Comissão Europeia de Direitos Humanos mudou suas preferências sobre a preservação da soberania do Estado para dar maior destaque à proteção de pessoas que poderiam vir a ser devolvidas. Essa interpretação não permitia desconsiderar a proteção contra a devolução em nenhuma hipótese, mesmo que o Estado estivesse preocupado com o fato de um refugiado poder ser um terrorista ou representar outras ameaças imediatas ao Estado.
Após ataques terroristas nos Estados Unidos e na Europa, apelos por parte dos Estados sobre a permissão de devolução em casos que afetem a segurança nacional retornaram, já que a repatriação é o método mais eficaz de despachar refugiados considerados uma ameaça relevante. Além disso, existiram discordâncias quanto aos tratados mais recentes que geralmente incluem obrigações específicas que impedem a devolução em praticamente qualquer circunstância. Esses fatores levaram os Estados individuais e a União Europeia a buscar maneiras de contornar a não devolução capazes de equilibrar a segurança e os direitos humanos.
Atualmente, o princípio de não devolução protege de maneira ampla o indivíduo de ser expulso de países que são signatários da Convenção Relativa ao Estatuto dos Refugiados de 1951, do Protocolo de 1967 Relativo ao Estatuto dos Refugiados, ou da Convenção Contra a Tortura de 1984. Isso, contudo, não impediu que certos países signatários contornassem esse princípio do direito internacional e repatriassem ou expulsassem pessoas consideradas como potenciais perseguidores.

## Normas relevantes
- No artigo 3 da Convenção Relativa ao Status Internacional do Refugiado de 1933, existe a primeira citação à não devolução dentro do direito internacional,[12][13] pois prevenia Estados membros de expulsarem refugiados legalmente residentes ou enviar refugiados de volta ao território de seu país natal.[14] Esse tratado for ratificado por poucos estados e, assim, recebeu pouca atenção dentro do direito internacional.[12]
- O princípio de não devolução foi oficialmente consagrado no artigo 33 da Convenção relativa ao Direito do Refugiado de 1951. Esse artigo possui os seguintes dois parágrafos responsáveis por definir a proibição da expulsão ou o retorno de um refugiado:
  - "Nenhum dos Estados Contratantes expulsará ou rechaçará, de maneira alguma, um refugiado para as fronteiras dos territórios em que a sua vida ou a sua liberdade seja ameaçada em virtude da sua raça, da sua religião, da sua nacionalidade, do grupo social a que pertence ou das suas opiniões políticas."
  - "O benefício da presente disposição não poderá, todavia, ser invocado por um refugiado que por motivos sérios seja considerado um perigo para a segurança do país no qual ele se encontre ou que, tendo sido condenado definitivamente por crime ou delito particularmente grave, constitui ameaça para a comunidade do referido país."[15]
- O Protocolo relativo ao Estatuto do Refugiado de 1967 modificou o artigo 33 e criou um padrão legal mais inclusivo, retirando certas ressalvas realizadas pela Convenção de 1951,[16] de modo a tornar refugiado todo e qualquer pessoa que:
  - "temendo ser perseguida por motivos de raça, religião, nacionalidade, grupo social ou opiniões políticas, se encontra fora do país de sua nacionalidade e que não pode ou, em virtude desse temor, não quer valer-se da proteção desse país, ou que, se não tem nacionalidade e se encontra fora do país no qual tinha sua residência habitual em consequência de tais acontecimentos, não pode ou, devido ao referido temor, não quer voltar a ele."[15]
- O artigo 3 dos Princípios sobre o Tratamento de Refugiados da Organização Jurídica Consultiva Asiático-Africana em 1996 apresenta que:
  - Com base nesses princípios, nenhum indivíduo que busca asilo pode, exceto por razões de segurança nacional ou proteção da população, ser vítima de medidas que resultem no seu retorno ou permanência em um território onde existe comprovado risco de perseguição contra a sua vida, integridade física ou liberdade, como rejeições na fronteira, retorno ou expulsão.[17]
- O artigo II(3) da Convenção Regente dos Aspectos Próprios aos Problemas dos Refugiados em África da Organização da Unidade Africana assinado em 1969 trouxe direitos àqueles que buscam por asilo, como fugitivos da guerra, do domínio colonial e de conflitos sociais.[17]
- O Artigo 22(8) da Convenção Americana sobre Direitos Humanos discorre sobre os riscos que um refugiado possui quanto à quebra de seu "direito à vida ou à liberdade pessoal", o que garante o princípio de não devolução entre os Estados americanos.[17][18]
- O artigo 3 da Convenção contra a Tortura e Outros Tratamentos ou Penas Cruéis, Desumanos ou Degradantes, em 1984, estipulou que a não devolução se relaciona com formas de proteção mais amplas contrárias a tortura e a formas de tratamento desumanas. Isso representou uma mudança significativa, pois essas proteções e, portanto, a não devolução, são consideradas direitos absolutos.[9]
- Tanto no Artigo 3(2) da Convenção Europeia de Extradição quanto o artigo 4(5) da Convenção Interamericana sobre Extradição de 1981, o princípio da não devolução também se aplica para casos de extradição nos quais o indivíduo acredita que receberá um julgamento tendencioso e preconceituoso, baseado em um dos fatores de proteção.[17]

## Interpretações
Apesar do princípio de não devolução ser um aspecto não negociável do direito internacional, os Estados realizaram diferentes interpretações do Artigo 33 da Convenção de 1951, apresentando várias maneiras de construir respostas legais ao requerente de asilo de maneiras correspondentes. As quatro interpretações mais comuns são:
Estrita:
Essa interpretação argumenta que as leis de não devolução se aplicam apenas aos requerentes de asilo que tenham entrado fisicamente nas fronteiras de um Estado. Os países que lançam mão dessa interpretação geralmente adotam políticas e procedimentos destinados a impedir que os requerentes de asilo cheguem às suas fronteiras.
Estrita, com uma leitura limitada:
Essa interpretação sustenta que apenas certos refugiados têm direito legal à proteção contra a devolução. Se o país que recebe um requerente de asilo não acreditar que a sua "vida ou liberdade estariam ameaçadas" pela devolução, essa interpretação sustenta que podem ser devolvidos de forma legítima ao seu país de origem.
Coletivista:
Essa abordagem envolve sistemas internacionais projetados para processar o pedido de asilo no país em que uma pessoa inicialmente consegue entrar e, posteriormente, redistribuí-la entre outros países. A interpretação baseia-se na lógica de que o artigo 33 não inclui a exigência dos Estados receptores de asilo de permitirem a estadia permanente no seu território, apenas uma obrigação de não enviá-los de volta para uma região na qual eles correm risco provável. Os acordos de realocação de refugiados entre países devem garantir que eles não sejam enviados ao país de risco. No entanto, o novo país anfitrião não precisa ser parte da Convenção de 1951.
Coletivista, com leis que impedem os requerentes de asilo de chegarem às fronteiras soberanas:
Essa abordagem não é uma interpretação do Artigo 33, mas uma maneira de contorná-lo. Combina as abordagens estrita e coletivista. Os estados que usam essa abordagem estabelecem áreas não soberanas dentro de suas fronteiras. Os requerentes de asilo que se apresentam nessas áreas são enviados para outro país para que seus pedidos de asilo sejam processados. Como no coletivismo tradicional, o solicitante de asilo não pode ser enviado a um país onde provavelmente corra perigo.

## Exemplos de violações
A repatriação forçada realizada pela Tailândia de 45.000 refugiados cambojanos em Prasat Preah Vihear, em 12 de junho de 1979, é considerada um caso exemplar de devolução. Os refugiados foram forçados a atravessar a fronteira sob a mira de armas e descer uma encosta até um campo minado. Aqueles que se recusaram foram baleados por soldados tailandeses. Aproximadamente 3.000 refugiados morreram.
As ações da Tanzânia durante o genocídio de Ruanda em 1994 foram acusadas de terem violado o princípio de não devolução. Durante o auge da crise, quando o número de refugiados era comparável a um "êxodo em massa", o governo tanzaniano fechou suas fronteiras para um grupo de mais de 50.000 refugiados ruandeses que fugiam do extremo estado de violência que ocorria em seu país. Em 1996, antes de Ruanda retornar a um nível apropriado de estabilidade, cerca de 500.000 refugiados ruandeses fugidos para o Zaire foram devolvidos ao seu país.
Uma das áreas cinzentas da lei mais debatidas é a interpretação do Artigo 33 da Convenção de 1951. A interdição de potenciais navios de transporte de refugiados em alto mar tem sido uma prática comum do governo dos Estados Unidos, destacando o questionamento sobre se o Artigo 33 exige que um refugiado esteja dentro de um país ou simplesmente dentro do poder de um país para acionar o direito contra a devolução.
O governo australiano foi acusado pelo ACNUR e por mais de 50 juristas australianos de violar o princípio de não devolução ao enviar 41 refugiados tâmeis e cingaleses à marinha do Sri Lanka em junho e julho de 2014, como parte da Operação Fronteiras Soberanas.
Em 2014, o Parlamento da Austrália aprovou a Migration and Maritime Powers Legislation Amendment. Essa lei prevê que "para fins de remoção da Austrália de um não cidadão ilegal, as obrigações de não devolução são irrelevantes".
Em 2017, Dina Ali Lasloom foi forçada a voltar para a Arábia Saudita como parte de um projeto de cooperação com o governo das Filipinas.
Em 2018, Matteo Salvini (ex-ministro do Interior da Itália) supostamente violou sua obrigação de não devolução ao se recusar a resgatar 93 refugiados fugitivos da Líbia e os enviar de volta usando navios mercantes como intermediários. Esse caso resultou no retorno dos migrantes ao porto de Misurata, na Líbia, onde foram espancados, torturados e, em alguns casos, mortos.
Em 2019, a Coreia do Sul deportou dois desertores norte-coreanos para o país natal deles, com a alegação de que os indivíduos haveriam cometido um assassinato. A medida foi condenada por ativistas de direitos humanos, pois os dois provavelmente enfrentariam a execução após seu retorno. A China também deporta com frequência refugiados norte-coreanos que permanecem em seu solo por conta de um acordo de 1986 com o governo norte-coreano.
Em 2021, a Malásia deportou 1.086 cidadãos de Mianmar, apesar de uma ordem judicial que interrompia temporariamente a repatriação desses indivíduos por conta de preocupações de que o grupo poderia estar em risco de vida caso fossem devolvidos ao seu país governado por militares.
Em 2021, a Suprema Corte da Índia autorizou a deportação de refugiados muçulmanos rohingya de volta para Mianmar.

## Literatura
- Kees Wouters International legal standards for the protection from refoulement - a legal analysis of the prohibitions on refoulement contained in the Refugee Convention, the European Convention on Human Rights, the International Covenant on Civil and Political Rights and the Convention against Torture, 2009 (fonte em inglês)
- Guy S. Goodwin-Gill e Jane McAdam The refugee in international law, Oxford: Oxford UP, 2007 (prev. 1983, 1996) (fonte em inglês)
- Académie de Droit International de La Haye / Hague Academy of International Law Le droit d'asile = The right of asylum, Dordrecht: Nijhoff (1990) (fonte em inglês)